# 山元隼一
山元 隼一（やまもと じゅんいち、1985年12月19日 - ）は、日本のアニメーション監督・アニメーション作家。別名義に山GEん。

## 来歴
1985年、福岡生まれ。子ども時代からイラストを描くのが好きで、小学生のときにはイラスト部で漫画の模写を行っていた。
2009年に九州大学芸術工学部、2011年に同大学院芸術工学府卒業。在学中は映像サークルに所属していたが、実写映像がメインのサークルであったため、のちにアニメーションのサークルを立ち上げる。
在学中より『memory』『Anemone』などのアニメを自主制作しており、多数の賞を獲得。テレビ番組「デジタル・スタジアム」の出演をきっかけとしてアニメーションの仕事をもらうようになり、大学院の指導教員の奨めもあり就職を行わず卒業後はフリーランスとして活動を開始する。

## 参加作品

### テレビアニメ
2016年
- 石膏ボーイズ（絵コンテ）

2017年
- ワールドフールニュース Part II（画コンテ）

2018年
- ポプテピピック 次回予告「星色ガールドロップ」（コーナー監督・脚本・コンテ・演出・作画監督ほか）
- うちのウッチョパス（絵コンテ）
- おとなの防具屋さん（監督・シリーズ構成・絵コンテ）
- INGRESS THE ANIMATION（絵コンテ）

2019年
- ポプテピピック TVスペシャル（オープニングディレクター・絵コンテ・演出・編集）

2020年
- なつなぐ!（チーフディレクター・絵コンテ・演出・作画監督）

2021年
- おとなの防具屋さんII（監督・シリーズ構成・脚本・絵コンテ）

2022年
- サマータイムレンダ（絵コンテ・演出）
- 夫婦以上、恋人未満。（監督・絵コンテ・演出）
- ポプテピピック TVアニメーション作品第二シリーズ（コーナー監督・絵コンテ・演出・編集）
- うる星やつら（2022年版）（絵コンテ・演出）

2023年
- ひろがるスカイ!プリキュア（前後期エンディング絵コンテ・演出）
- とーとつにエジプト神2（絵コンテ・演出）
- 彼女が公爵邸に行った理由（監督・絵コンテ・演出）

2024年
- ハイガクラ（監督）

2025年
- どうせ、恋してしまうんだ。（監督・絵コンテ）
- 前橋ウィッチーズ（監督・絵コンテ・MV絵コンテ・MV演出）

2026年
- 自称悪役令嬢な婚約者の観察記録。（監督）

### 劇場アニメ
2016年
- 君の名は。（3DCG）

2018年
- TIME DRIVER 僕らが描いた未来（原案・監督・絵コンテ・演出）
- ニンジャバットマン（パート監督・絵コンテ）

2022年
- 天神（演出）
- わたしだけのお子さまランチ（監督・脚本）

### Webアニメ
2017年
- 稲川淳二のすご〜く恐い話（監督・シリーズ構成・脚本・絵コンテ・演出）

2019年
- おとなの防具屋さん（裏面）（監督・シリーズ構成・脚本・絵コンテ）
- 少女☆寸劇 オールスタァライト（アニメーションディレクター・音響監督）
- メギド72 The short animation 長き戦旅の傍らで（演出）

2020年
- この空の下で（監督・キャラクターデザイン・コンテ）

2021年
- ヒーローになりたいヤンチャム（監督・脚本・絵コンテ・少年トレーナー原案・音響監督・編集・タイトルロゴデザイン）
- Artiswitch（チーフ演出・絵コンテ・演出）
- Pokémon Evolutions（絵コンテ・演出）

### OVA
- 熱血人面犬 LIFE IS MOVIE（2014年、原作・監督・絵コンテ・演出・キャラクター原案・総作画監督）

### ゲーム
- リトルウィッチアカデミアVR ほうき星に願いを（2020年、監督・脚本[28]）